# Pleurotaceae
Famille
Les Pleurotaceae sont une famille de champignons du clade II Plutéoïde de l'ordre des agaricales.

## Situation de la famille des pleurotaceae
- Clade des Athéloïdes
  - Boletales, Clade des Bolets
  - Agaricales, Clade des Euagarics
    - 
      - Clade VI Agaricoïde
      - Clade V Tricholomatoïde
      - Clade IV Marasmioïde
      - Clade III Hygrophoroïde
      -  Clade II Pluteoïde
        - Limnoperdonaceae
          - Limnoperdon

        - Pluteaceae
          - Amanitaceae
          - Tricholomopsis
          - Pleurotaceae
            - Resupinatus
              - Cantharocybe
                - Pleurotus
                  - Hohenbuehelia

    - Clade I Plicaturopsidoïde

## Classification Linnéenne des genres dePleurotaceae
- Agaricochaete
  -  Agaricochaete hericium
  - Agaricochaete indica
  - Agaricochaete keniensis
  - Agaricochaete mirabilis
- Antromycopsis
  - Antromycopsis fuscosquamulosa
  - Antromycopsis guzmanii
- Cantharocybe
  - Cantharocybe gruberi
- Geopetalum
  - Geopetalum album
- Hohenbuehelia
  - 50 espèces
- Nematoctonus
  - 16 espèces
- Pleuropus
  -  Pleuropus lagotis
- Pleurotus
  - 50 espèces

La phylogénétique lui intègre les genres Resupinatus autrefois dans les Tricholomataceae